# Larrabee (Wisconsin)
Larrabee – miasto w Stanach Zjednoczonych, w stanie Wisconsin, w hrabstwie Waupaca.